# Festival (singolo Paola & Chiara)
Festival è un singolo del duo musicale italiano Paola & Chiara, pubblicato il 24 maggio 2002 come primo estratto dal quarto album in studio omonimo.

## Descrizione
Il singolo Festival ha riscosso un grande successo soprattutto in Italia durante l'estate del 2002, diventando un altro tormentone estivo delle sorelle. Esso è stato infatti inserito nella compilation blu del Festivalbar 2002. È stato frequentemente trasmesso in radio, raggiungendo la posizione numero 1 dell'airplay.  Il brano è stato tradotto anche in lingua spagnola (Noche mágica) e in lingua inglese (Heart Beatin').
Nel 2022 Fabio Fiume di All Music Italia paragona a Festival il brano Tribale di Elodie, somiglianza già evidenziata sui social da molti utenti. Un anno dopo, la canzone sarà nuovamente incisa proprio con Elodie e inclusa nella raccolta del duo Per sempre.

## Video musicale
Il video musicale, diretto da Alberto Colombo, è stato girato sulle spiagge di Copacabana e Ipanema a Rio de Janeiro (Brasile) ed è stato uno dei clip più trasmessi dell'estate 2002. Come raccontato da Paola Iezzi diversi anni dopo, la sua produzione ha richiesto circa 100 000 euro. Per la versione spagnola e per quella inglese del brano sono stati prodotti anche i rispettivi videoclip.

## Formazione
- Paola Iezzi – voce
- Chiara Iezzi – voce, chitarra funky
- Roberto Baldi, Michele Monestiroli – tastiere, programmazione
- Francisco Grant – chitarra requinto
- Guy Pratt – basso
- Claudio Borrelli – percussioni
- Gavyn Wright – violino

## Tracce
Singolo italiano
1. Festival (Radio Edit)
2. Festival (Samba Mix)

Paola & Chiara, nell'ambito della promozione di Festival, eseguono il brano alle finali di Miss Italia 2002

3. Festival (Brazindlish Requiem Mix)
4. Festival (Sing Along)

Singolo tedesco
1. Heart Beatin' (Festival) (Radio Edit)
2. Festival (Samba Mix)
3. Heart Beatin' (Festival) (Brazindlish Requiem Mix)
4. Heart Beatin' (Festival) (Fargetta Remix)
5. Heart Beatin' (Festival) (Video)

Vinile
- Side A

1. Festival (Fargetta Remix Extended)
2. Festival (World's Heart Beatin' Mix)
3. Festival (Samba Mix)

- Side B

1. Festival (Radio Edit)
2. Festival (Fargetta Remix Radio Edit)
3. Festival (Brazindlish Requiem Mix)

## Classifiche

### Classifiche settimanali
| Classifica (2002) | Posizione massima |
| ----------------- | ----------------- |
| Italia            | 6                 |
| Spagna            | 20                |
| Svizzera          | 91                |

### Classifiche di fine anno
| Classifica (2002) | Posizione |
| ----------------- | --------- |
| Italia            | 46        |